# Алжирская сюита (Сен-Санс)
«Алжи́рская сюи́та» (фр. Suite algérienne) до мажор для оркестра, соч. 60, R. 173 — произведение Камиля Сен-Санса, написанное под впечатлением от пребывания в Алжире. Впервые исполнена в декабре 1880 года. Более всего известна её четвёртая часть (Французский военный марш), которая часто исполняется и записывается отдельно.

## История создания
В 1875 году Сен-Санс впервые посетил Алжир. В этой поездке он набросал тему, лёгшую в основу третьей части сюиты. Однако изначально он создал одночастное произведение — «Восточную грезу» (Rêverie orientale). Она была исполнена 7 июня 1879 года на благотворительном концерте в Париже (дирижировал сам композитор) и имела огромный успех. Издатель Сен-Санса Огюст Дюран убеждал его написать ещё что-нибудь в таком же «красочном» стиле.
Лето 1880 года композитор провёл в городе Булонь-сюр-Мер на севере Франции, где им и были созданы остальные части сюиты. О начале работы над ними он сообщил Дюрану в письме от 12 июля: «Сегодня я начал „Алжирскую сюиту“, которую обещал вам так давно и частью которой является „Арабская грёза“. Оторвался от неё, чтобы написать вам; думаю, мне не потребуется много времени, чтобы закончить работу». К концу лета она была завершена: «„Алжирская сюита“ давно кончена» (письмо Дюрану от 30 августа).
Впервые целиком она была исполнена 19 декабря 1880 года в Париже, дирижировал Эдуар Колонн. Публика благосклонно приняла новое сочинение. Партитура сюиты была издана у Дюрана в феврале следующего (1881) года с посвящением доктору Пьеру-Альберу Копфу (фр. Pierre-Albert Kopff, 1846—1908) — видному офтальмологу эльзасского происхождения, служившему при французских военных частях в Алжире, где он подружился с Сен-Сансом. Копф был хорошим пианистом и издал под псевдонимом А. Бенфельд (A. Benfeld, от названия его родного города) многие сочинения Сен-Санса в переложениях для фортепиано в две или четыре руки, а также для двух фортепиано.

## Состав оркестра
| - Деревянные духовые: - флейта-пикколо, - 2 флейты, - 2 гобоя, - 2 кларнета, - 2 фагота. - Медные духовые: - 4 валторны (2 натуральных, 2 с вентилями), - 2 трубы (с вентилями), - 2 корнета - 3 тромбона, - туба. | - Ударные: - литавры, - малый барабан, - треугольник, - бубен, - тарелки, - большой барабан. - Струнные. |

## Строение и программа
Сюита состоит из четырёх частей, каждой из которых предпослана короткая программная заметка.
I. Прелюдия. Вид на Алжир (Prélude. En vue d'Alger). Molto allegro.

II. Мавританская рапсодия (Rhapsodie mauresque). Allegretto non troppo.

III. Вечерние грёзы. В Блиде (Rêverie du soir. À Blidah). Allegretto quasi andantino.

IV. Французский военный марш (Marche militaire française). Allegro giocoso.

### Программа
- I. (Вид на Алжир.) С палубы корабля, ещё покачиваемого медленными волнами, открывается панорама города Алжира. Слышны разные смешивающиеся между собою звуки, среди которых различается возглас: «Иль Аллах! Мухаммад расул Аллах!». С последним взмахом корабль бросает якорь в порту.
- II. В одном из многочисленных мавританских кафе старого города. Арабы исполняют своим традиционные танцы, от движения к движению чувственные и безудержные, под звуки флейт, ребабов и барабанов.
- III. (В Блиде.) Под пальмами оазиса, в благоухающей ночи, слышатся издалека любовная песня и ласковый припев флейты.
- IV. Возвращение в Алжир. Среди красок базара и мавританских кафе слышен марш французского гарнизона, воинственные звуки которого разительно отличаются от причудливых ритмов и томных мелодий Востока.

Оригинальный текст (фр.)
- I. Du pont du navire, encore secoué par une longue houle, on découvre le panorama de la ville d'Alger. On perçoit les bruits variés qui se mélangent, et au milieu desquels on distingue le cri "Ali Allah! Mohammed rassoul Allah!". Dans un dernier balancement, le navire s'est ancré au port.
- II. Dans un des nombreux cafés maures de la vieille ville, les Arabes se livrent à leurs danses coutumières, tour à tour lascives ou effrénées, aux sons des flûtes, des rebabs et des tambourins.
- III. Sous les palmiers de l'oasis, dans la nuit parfumée, on entend au loin un chant amoureux et le refrain caressant d'une flûte.
- IV. De retour à Alger. Dans le pittoresque des bazars et des cafés maures, voici que s'entend le pas redoublé d'un régiment français, dont les accents guerriers contrastent avec les rythms bizarres et les mélodies langoureuses de l'Orient.

## Анализ
Прелюдия (в До мажоре, в сильно упрощённой сонатной форме) начинается с тремоло литавр, на фоне которого появляется таинственная тема у виолончелей. Она изображает покачивание корабля на воде и, постепенно набирая силу, теряет таинственность, становится всё громче и торжественнее. Вторая тема (в Соль мажоре) представляет, по замыслу автора, возгласы муэдзина. Отсутствие разработки восполняется отличающимся изложением главной партии в репризе: она звучит намного мощнее, как бы продолжая свой рост с того момента, где он был прерван. После нового появления побочной партии (в До мажоре) начинается небольшая кода. В ней волнение моря утихает: корабль приплыл.
Вторая часть (в Ре мажоре), как того и требует жанр рапсодии, основана на нескольких темах (обработанных Сен-Сансом арабских мелодиях), разрабатываемых последовательно. Первая тема (Allegretto non troppo) начинается спокойно, в виде остинатных вариаций, но вскоре становится бурной и подвергается полифонической разработке. Вторая тема (Allegro moderato, в си миноре) более изящна, что подчёркивается её оркестровкой. В третьей теме (без указания темпа, в Ре мажоре) впервые важную роль играют ударные инструменты.
Третья часть (в Ля мажоре), написанная раньше прочих, в чувственной музыке рисует арабскую ночь. Трёхдольной теме (размер 6/8) в двухчастной форме предшествует небольшой флейтовый ритурнель. Сама она при первом проведении излагается солирующим альтом, при втором — первыми скрипками, при третьем (разработочного характера, в Ми мажоре) — первыми и вторыми скрипками и без аккомпанемента. Перед последним проведением темы ритурнель отсутствует, потому что оно само отдано флейте и кларнету, к которым во втором периоде присоединяются скрипки. Маленькая кода подводит итог.
Четвёртая часть (в До мажоре) представляет собой марш на две темы. Более помпезной первой противопоставлена плясовая вторая (в Фа мажоре). Ударные наконец-то могут проявить себя в полной мере. Эта часть написана в сонатной форме, но вторая тема, появившись ещё раз в конце разработки, в репризе опущена.

## Записи
- Существует запись марша в переложении для фортепиано, осуществлённая самим Сен-Сансом.
  - Издание на компакт-диске: Naxos[англ.] 8.112054 Архивная копия от 10 марта 2015 на Wayback Machine.

### Сюита целиком
Записи, выпущенные на грампластинках
- (1950-е) Национальный оркестр Франции, Луи Фурестье[англ.]. — Pathé[англ.] 33 DTZX 126 Artistique.
- (вып. 1956) Оркестр Ламурё, Жан Фурне. — Philips N 00703 R (Minigroove).
  - (вып. 2004) Переиздание на компакт-диске: EMI Classics[англ.] 585210.
- (вып. 1976) Симфонический оркестр Франконии, Джордж Барати. — Lyrichord[англ.] LLST 7103.

Записи, выпущенные на компакт-дисках
- (вып. 1988) Лондонский симфонический оркестр, Йондани Батт[англ.]. — ASV Records[англ.] CDDCA599.
- (вып. 1990) Симфонический оркестр Чешского радио, Владимир Валек. — Supraphon 11 0971-2 Архивная копия от 22 августа 2016 на Wayback Machine.
- (вып. 1994) Симфонический оркестр Монте-Карло[англ.], Дэвид Робертсон. — Valois Records 4688.
- (зап. 1999, вып. 2000) Оркестр итальянской Швейцарии, Фрэнсис Трэвис[англ.]. — Chandos CHAN 9837.
- (вып. 2007) Филармонический оркестр Ниццы[фр.], Марко Гвидарини[фр.]. — Talent Records 106.

### Переложения
Для фортепиано в четыре руки (Габриэля Форе)
- (зап. 2004, вып. 2005) Томас Даукантас и Вилия Поскуте. — Ars Produktion 38008 Архивная копия от 24 сентября 2016 на Wayback Machine.